# オリンパス ペン E-P1

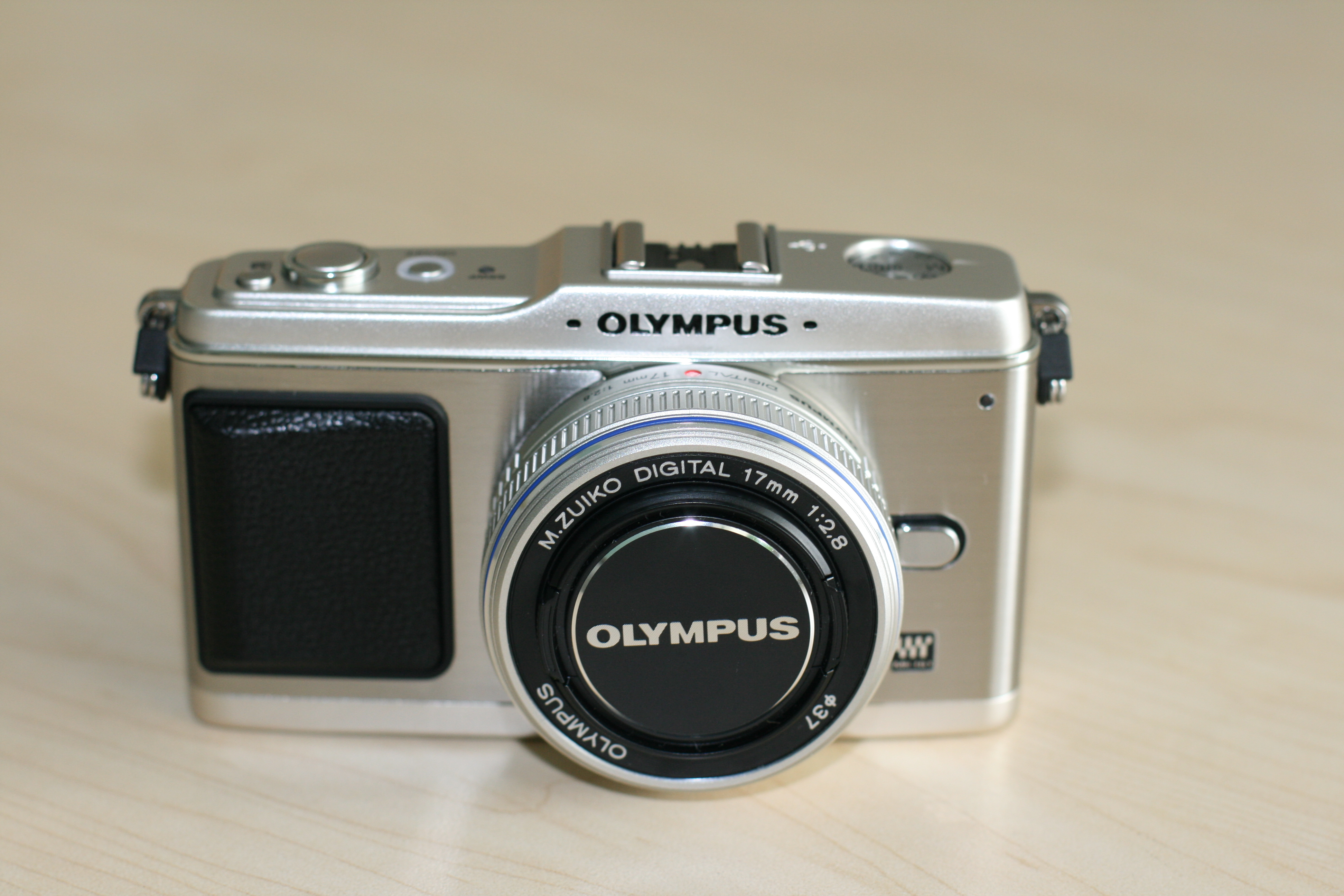
PEN E-P1

ペン E-P1（PEN E-P1）は、オリンパスのミラーレス式一眼デジタルカメラである。オリンパスで初めてマイクロフォーサーズシステムを採用した機種であり、同社のペンシリーズのデジタルカメラ版の第一号機となる。2009年7月3日発売。

## 概要
2009年6月16日に製品発表が行われ、7月3日発売予定と発表された。なお、2009年5月の決算説明会において6月15日に製品発表を行うと説明されていたことが音声ファイルの公開によって明らかになっていたが、15日には翌日に発表を行う旨の広報のみがなされた。
オリンパス初のマイクロフォーサーズ機であり、ボディー内手ぶれ補正及びダストリダクションシステムを採用しながら、レンズ交換式デジタルカメラとしては世界最小・最軽量を誇る（2009年6月16日現在）。ただし、ファインダー及びフラッシュは内蔵せず、外付けの専用品が用意されている。また、マイクロフォーサーズシステムにはレフミラーが存在しないので、この機種は厳密な意味では一眼レフカメラではない。このため、オリンパスでは「マイクロ一眼カメラ」と称している。この設計思想が高く評価され、カメラグランプリ2010「大賞」および「あなたが選ぶベストカメラ大賞」を受賞した。
名称の「ペン」は、2009年で発売50周年を迎えたペンシリーズに因むもので、コンパクトな規格を採用した小型カメラという共通性を有することから名付けられた。デザイン的にも、ボディ上部などにペンFとの共通性が見られる。
ハイビジョン720pの動画モードを搭載し（HDモードでの最長録画時間は7分）、デジタル水準器も備えている。画像処理には、新開発の画像処理エンジンTruePic Vを採用し、アートフィルター機能も備えている。また、記録媒体としては、オリンパスが長年採用してきたxDピクチャーカードに代えて、SD/SDHCメモリーカードを採用している。
ボディカラーは、シルバーとホワイトの2色が用意されており、グリップ部はシルバーモデルがブラック、ホワイトモデルがベージュとされている。
オリンパスからはマイクロフォーサーズシステムのレンズとして、標準ズームレンズのM.ZUIKO DIGITAL ED 14-42mm F3.5-5.6、パンケーキレンズのM.ZUIKO DIGITAL 17mm F2.8が同時発表されている。標準ズームレンズはシルバーとブラックの2色がラインナップされる。すでに発売されているパナソニック製のマイクロフォーサーズ規格の交換レンズも当然、使用可能である。さらに、オリンパスからフォーサーズ及びOMシステムのレンズを利用可能とするアダプタが発売され、特にフォーサーズについてはすべてのレンズでAFが使用可能である。また、フランジバックが短いというマイクロフォーサーズシステムの利点を活かして、他社からも多様なマウントアダプタが発売されている。
なお、E-P1という型番は、発売前のオリンパス E-3に与えられていたコードネームでもある。

## 仕様
| 撮像素子            | ハイスピード4/3型LiveMosセンサー 17.3mm×13.0mm                                                                                |
| 有効画素数          | 1230万画素 |
| レンズマウント      | マイクロフォーサーズシステム・マウント                                                                                        |
| AF方式              | ハイスピードイメージャAF |
| 測距点              | 11点 |
| 測光方式            | TTL撮像センサー測光（324分割デジタルESP測光、中央部重点平均測光、スポット測光、スポット測光 ハイライト / シャドーコントロール |
| 連続撮影            | 約3コマ/秒 |
| ISO感度             | ISO100 〜 ISO6400 |
| ホワイトバランス    | オート / プリセット 3000-7500k / CWB / ワンタッチ                                                                             |
| シャッター速度      | 60秒 〜 1/4000秒 |
| 手ブレ補正          | ボディ内手ブレ補正、シャッタースピードで最大約4段分                                                                           |
| ファインダー        | なし（外付け品が別売予定） |
| 液晶モニタ          | 3型ハイパークリスタル液晶・23万画素                                                                                           |
| 記録媒体            | SD/SDHCメモリーカード |
| 電源                | 専用リチウムイオン充電池 BLS-1                                                                                                |
| 本体サイズ（W×H×D） | 120.5(W)×70(H)×35(D)mm |
| 質量（本体のみ）    | 335g |